# NGC 2595
NGC 2595 ist eine Balken-Spiralgalaxie vom Hubble-Typ SBc im Sternbild Krebs auf der Ekliptik. Sie ist schätzungsweise 190 Millionen Lichtjahre von der Milchstraße entfernt und hat einen Durchmesser von etwa 185.000 Lichtjahren.

Im selben Himmelsareal befinden sich die Galaxien NGC 2598, IC 2341, IC 2382.
Die Typ-Ia/P-Supernova SN 1999aa wurde hier beobachtet.
Das Objekt wurde am 11. Januar 1787 von Wilhelm Herschel entdeckt.

## NGC 2595-Gruppe (LGG 159)
| Galaxie   | Alternativname | Entfernung/Mio. Lj |
| --------- | -------------- | ------------------ |
| NGC 2582  | PGC 23630      | 194                |
| NGC 2598  | PGC 23855      | 202                |
| NGC 2595  | PGC 23725      | 190                |
| PGC 23567 | UGC 4386       | 203                |
| PGC 23662 | UGC 4399       | 197                |
| PGC 23661 | UGC 4400       | 193                |
| PGC 23748 | UGC 4424       | 194                |
| PGC 23507 | CGCG 119-77    | 195                |
| PGC 23699 | CGCG 119-101   | 200                |
| PGC 23561 | MCG +4-20-47   | 206                |